# 運動物体の電気力学について
『運動物体の電気力学について』（うんどうぶったいのでんきりきがくについて、独: Zur Elektrodynamik bewegter Körper）は1905年にアルベルト・アインシュタインがアナーレン・デア・フィジークに発表した電磁気学に関する論文である。この論文で述べられた理論は特殊相対性理論と呼ばれるようになった。
ドイツ語の原論文、日本語訳、英語訳などが閲覧または入手できる。

## 概要
アインシュタインはこの論文の中で、磁石と導体に発生するエネルギーの例を挙げ、マックスウェルの理論がある静止系で正しいとすれば、あらゆる状態であっても正しいはずであり、そこから導きだされるのは、真空中を飛ぶ光の速度が一定不変であるという事あって、この理論によれば絶対的な静止系や光を伝えるためのエーテルの存在を必要としないでもマックスウェルの理論が成り立つことになる。
逆に言えばこの結果は、光を伝えるの媒体としてのエーテルの存在を仮定した中では絶対に起こり得ない現象であり、従って宇宙のどこかに絶対静止系を満たしたエーテルが存在するという仮説が間違いであるという結論に達している。